# Brown's Arm
Brown's Arm is een dorp en local service district in de Canadese provincie Newfoundland en Labrador. De plaats ligt aan de noordkust van het eiland Newfoundland.

## Geschiedenis
In 1990 kreeg Brown's Arm voor het eerst beperkt lokaal bestuur doordat de plaats een local service district werd.

## Geografie
Brown's Arm ligt aan de zuidwestkust van de Bay of Exploits, een grote baai aan Newfoundlands noordkust. Vlak voor de kust van Brown's Arm ligt het onbewoonde Thwart Island, het op twee na grootste eiland in die baai.
De plaats is in het westen vergroeid met het gehucht Porterville. Brown's Arm is bereikbaar via provinciale route 341 en ligt 6 km ten westen van Stanhope en 9 km ten noordoosten Laurenceton.

## Demografie
De designated place Brown's Arm kent al decennia grote demografische schommelingen, zowel in negatieve als in positieve zin. Dit in tegenstelling tot de meeste afgelegen Newfoundlandse dorpen, waar er zich een eenduidige dalende trend voordoet.
| Demografische ontwikkeling van Brown's Arm tussen 1991 en 2021  |
| --------------------------------------------------------------- |
|                                                                 |
| Bron: Statistics Canada (1991–1996, 2001–2006, 2011–2016, 2021) |